# Julia Jezierska
Julia Jezierska (ur. 11 maja 1947 we Wrocławiu) – polska chemiczka, specjalizująca się w chemii koordynacyjnej, spektroskopii molekularnej; nauczycielka akademicka związana z Uniwersytetem Wrocławskim.

## Życiorys
Urodziła się w 1947 roku we Wrocławiu, dokąd przenieśli się jej rodzice po zakończeniu II wojny światowej. Po ukończeniu szkoły średniej podjęła w 1965 roku studia chemiczne na Uniwersytecie Wrocławskim, które ukończyła w 1970 roku magisterium, napisanym pod kierunkiem prof. Bogusławy Jeżowskiej-Trzebiatowskiej.
Od 1972 roku związana jest zawodowo ze swoją macierzystą uczelnią, gdzie uzyskała kolejno stopnie naukowe: doktora w 1977 roku, a w 1994 roku doktora habilitowanego nauk chemicznych w zakresie chemii na podstawie pracy pt. Badanie metodą elektronowego rezonansu paramagnetycznego struktury kompleksów miedzi(II) z uwzględnieniem ligandów polimerycznych. Przechodziła tam też przez wszystkie stopnie awansu zawodowego: od asystenta przez adiunkta po profesora nadzwyczajnego (w 1998 roku). W 2003 roku otrzymała tytuł profesora nauk chemicznych.
Jej zainteresowania naukowe koncentrują się wokół zastosowania spektroskopii elektronowego rezonansu paramagnetycznego do badań strukturalnych, problematyki związanej z szeroko rozumianą chemią koordynacyjną, w tym związków kompleksowych tworzonych przez ligandy polimeryczne, oraz chemią wolnych rodników. Jest autorką lub współautorką ponad 130 publikacji naukowych.
Jej mąż Adam Jezierski jest także pracownikiem Wydziału Chemii UWr. Mają dwoje dzieci, syna Piotra – hydrogeologa i córkę Annę – historyczkę sztuki.